# Little Bardfield
Little Bardfield – wieś i civil parish w Anglii, w hrabstwie Essex, w dystrykcie Uttlesford. Leży 25 km na północ od miasta Chelmsford i 62 km na północny wschód od Londynu. W 2011 roku civil parish liczyła 264 mieszkańców. W obszar civil parish wchodzą także Hawkspur Green i Oxen End.